# Christiane Duchesne
Christiane Duchesne est une écrivaine de littérature jeunesse, scénariste, illustratrice, traductrice et recherchiste québécoise née le 12 août 1949 à Montréal.

## Biographie
Christiane Duchesne a écrit une soixantaine de romans et de contes, ainsi que des textes pour le théâtre, la télévision, la radio et le cinéma.
Elle fait partie du conseil d’administration du Salon du livre de Montréal.
Le fonds d'archives de Christiane Duchesne est conservé au centre d'archives de Montréal de Bibliothèque et Archives nationales du Québec.

## Prix et distinctions
- 1981 - Prix littéraires Radio-Canada
- 1990 - Prix du Gouverneur général, La Vraie histoire du chien de Clara Vic[2]
- 1992 - (international) « Honour List »[3] de l' IBBY pour Bibitsa ou l’étrange voyage de Clara Vic
- 1991 - Prix Alvine-Bélisle, La Vraie histoire du chien de Clara Vic
- 1991 - Prix Christie, Bibitsa ou l’étrange voyage de Clara Vic
- 1992 - Prix du Gouverneur général, Victor[2]
- 1993 - Prix Christie, La 42e sœur de Bébert
- 1995 - Nomination pour le Prix du Gouverneur général, Berthold et Lucrèce
- 1995 - Prix Christie, La Bergère de chevaux[4]
- 1996 - Prix Québec/Wallonie-Bruxelles
- 1997 - Prix «Coup de cœur des enfants» de la ville de Bruxelles
- 2000 - Nomination pour le Prix du Gouverneur général, L'Homme des silences
- 2000 - Prix Philippe-Rossillon, L'Homme des silences
- 2000 - Prix Ringuet, L'homme des silences
- 2001 - Prix du Gouverneur général, Jomusch et le troll des cuisines
- 2001 - Prix France-Québec, L’Homme des silences
- 2005 - Prix du livre jeunesse des bibliothèques de Montréal[5]
- 2010 - Prix Alvine-Bélisle, La vengeance d'Adeline Parot
- 2014 - Finaliste au Prix littéraire des collégiens, Mensonges[6]